# Xosha Roquemore
Xosha Kai Roquemore (ur. 11 grudnia 1984 w Los Angeles) – amerykańska aktorka filmowa i telewizyjna.

## Życiorys
Roquemore urodziła się w 1984 w Los Angeles, jej imię pochodzi od ludu Xhosa w Południowej Afryce. Aktorstwa zaczęła uczyć się w dziewiątej klasie, gdy wstąpiła do The Amazing Grace Conservatory. Po ukończeniu szkoły średniej przeniosła się do Nowego Jorku i ukończyła program Tisch na Uniwersytecie Nowojorskim.
Jej pierwszą większą rolą była rola Jo Ann w filmie Hej, skarbie z 2009. W 2013 została obsadzona w roli Tanyi w serialu Kirstie. Zezygnowała jednak z tej roli po tym, jak dołączyła do stałej obsady serialu Świat według Mindy.

## Życie prywatne
Roquemore była w związku z aktorem Lakeithem Stanfieldem od 2015. W marcu 2017 para ogłosiła, że spodziewa się dziecka. Jeszcze w tym samym roku urodziła im się córka.